# Helia argentipes
Helia argentipes là một loài bướm đêm trong họ Erebidae.